# Gagrellina
Gagrellina is een geslacht van hooiwagens uit de familie Sclerosomatidae.
De wetenschappelijke naam Gagrellina is voor het eerst geldig gepubliceerd door Roewer in 1913. 

## Soorten
Gagrellina is monotypisch en omvat slechts de volgende soort:
- Gagrellina vestita